# Fingerstyle

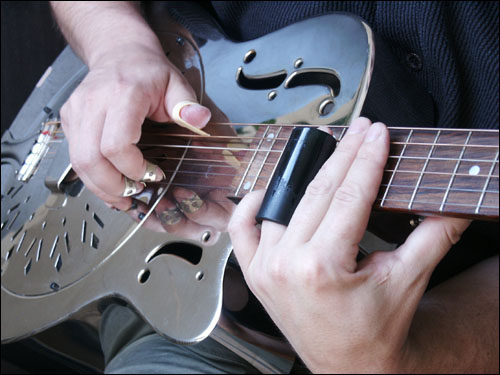
Fingerstyle mit Daumen- und Fingerpicks auf einer Resonatorgitarre

Fingerstyle (eigentlich Fingerstyle Guitar) ist – wie der häufig synonym gebrauchte Begriff Fingerpicking – eine aus dem angloamerikanischen Sprachgebrauch übernommene Bezeichnung für eine Spieltechnik auf der Gitarre, bei der die Saiten im Gegensatz zum sogenannten Flatpicking nicht mit einem Plektrum, sondern primär mit den Fingern und dem Daumen angeschlagen werden.

## Begriffsdefinition
Die Bezeichnung Fingerstyle wird auch als Oberbegriff für jegliche Form der Gitarrentechnik genutzt, bei der die Saiten nicht ausschließlich mit einem Plektrum und auch nicht nur mit dem Daumen angeschlagen werden. Unter den Begriff fällt dann, wie beim angloamerikanischen Verständnis von Fingerstyle, nicht nur der Einsatz dieser Spielweise in Folk, Country und Blues, sondern auch in anderen Stilrichtungen, wie der klassischen Musik und im Flamenco. Hierzu zählen auch der „Fingerstyle Jazz“ von Gitarristen wie Joe Pass, Charlie Byrd und Baden Powell oder in der Rockmusik die Spielweisen von Mark Knopfler, Sonny Landreth oder Jeff Beck. Im angloamerikanischen Sprachraum bezeichnet Fingerstyle daher in der Regel eine von bestimmten Musikstilen unabhängige Spieltechnik.

## Spieltechnik
Beim Fingerstyle werden die Saiten der Gitarre mit einzelnen Fingern der Hand angeschlagen. Die Spieltechnik unterscheidet sich damit vom Flatpicking mit Plektrum. Grundlage des Fingerstyle ist der Anschlag der einzelnen Saiten mit Zeige-, Mittel- und Ringfinger durch eine vom jeweiligen Grundgelenk ausgehende Bewegung in Richtung der inneren Handfläche. Die Bewegung des Daumens geht ebenfalls vom Grundgelenk aus, hier allerdings nach unten in Richtung des Zeigefingers. Diese Zupftechnik kann mit den Fingerkuppen, mit den Fingernägeln oder auch mit Fingerpicks erfolgen.

### Hybridpicking
Eine Mischform aus Flatpicking und Fingerstyle ist das Hybridpicking.

### Unterschiede zur modernen Technik der Konzertgitarre

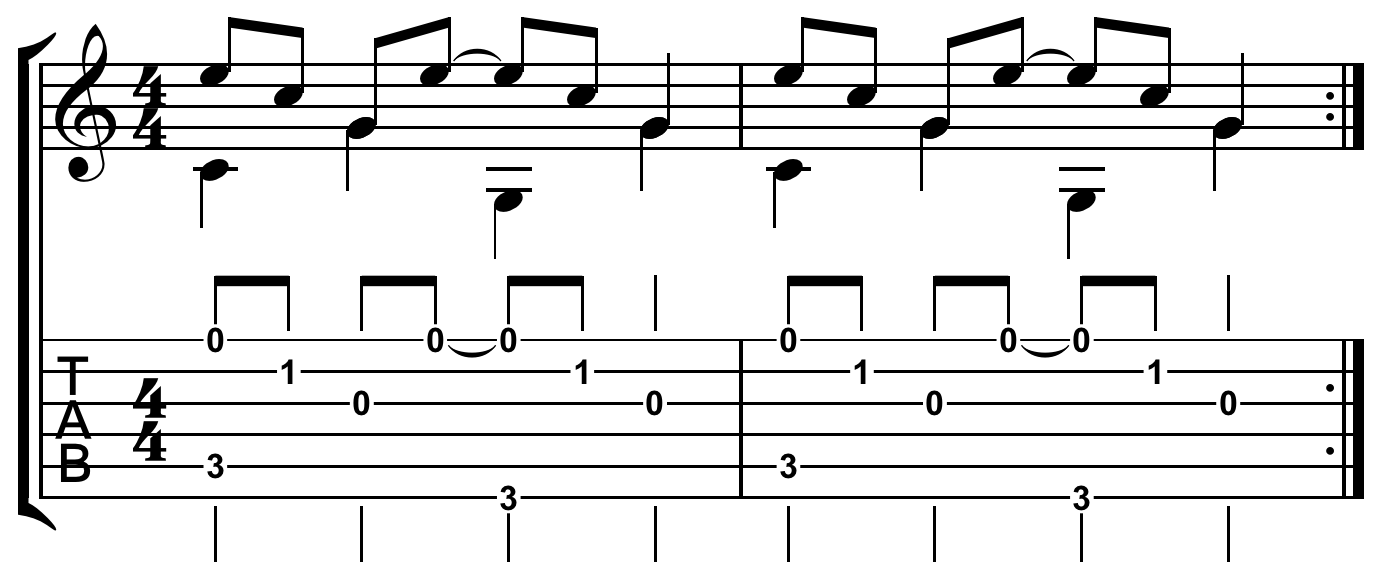
Charakteristisches Fingerstyle-Anschlagsmuster mit stiltypischem Wechselbass in Tabulaturnotation

Während im englischsprachigen Raum Fingerstyle auch auf die moderne „klassische“ Spieltechnik beziehen kann, wird Fingerstyle im deutschsprachigen Raum meist enger gefasst und als Bezeichnung für eine Spielweise verstanden, die sich an der insbesondere in Nordamerika erhalten gebliebenen und dort weiterentwickelten Spieltechnik des frühen 19. Jahrhunderts orientiert und sich von den im Verlauf des 20. Jahrhunderts überwiegend durch spanische Gitarristen in Europa und Lateinamerika etablierten Normen der modernen Konzertgitarre unterscheidet:
- Die mit Fingerstyle assoziierte Musik wird vorwiegend auf mit Stahlsaiten bespannten akustischen Gitarren oder auf Hollowbody-Jazzgitarren (Tuck Andress, Martin Taylor) gespielt, und nur gelegentlich auf Konzertgitarren mit Nylonsaiten (David Qualey, Muriel Anderson).
- Neben der Standardstimmung (E-A-d-g-h-e´) werden häufig auch sogenannte offene Stimmungen verwendet.

Die Tradierung der Fingerstyle-Spieltechnik beruht oftmals auf informellen und selbstorganisierten Lernprozessen, die nicht nur eine Vielzahl stark individuell geprägter Spielweisen hervorbringen, sondern in der Regel auch einige charakteristische Unterschiede zum Spiel formell ausgebildeter Konzertgitarristen aufweisen:
- Im Unterschied zur Haltung der Konzertgitarristen liegt das Instrument beim Spiel in der Regel mit der Einbuchtung der unteren Zarge auf dem rechten Oberschenkel (bei Rechtshändern) und bildet mit dem Körper des Spielers mehr oder weniger einen rechten Winkel (sowohl bei Links- als auch bei Rechtshändern).
- Die Anschlagshand wird oftmals mit dem kleinen Finger auf der Gitarrendecke abgestützt.
- Die Basssaiten werden häufig mit dem Handballen der Anschlaghand abgedämpft (palm muting), um Bass und Oberstimmen klanglich zu differenzieren.
- Durch das Aufstützen der Anschlagshand und die häufige Verwendung des palm muting ist der von Spielern der Konzertgitarre aus Gründen der Klangqualität häufig verwendete angelegte Anschlag technisch nicht ausführbar – abgesehen davon, dass den meisten Fingerstyle-Spielern die Technik des Anlegens weitgehend unbekannt ist.
- Aufgrund der im Vergleich zur modernen Konzertgitarrenhaltung weniger steilen Halsposition und der zumeist schmaleren Griffbretter von Gitarren mit Stahlsaiten können die tieferen Saiten bei Bedarf auch mit dem Daumen der Greifhand verkürzt werden.

Die Notation von Lehrmaterialien und Kompositionen für die Fingerstyle Guitar in angloamerikanischer Tradition erfolgt zumeist in Form von Tabulaturen, das Erlernen von Akkordgriffen wird in der Regel über Griffbrettdiagramme und die damit verknüpften Akkordsymbole vermittelt.

## Ursprung und Entwicklung
Als Ursprung der Spieltechnik wird die Übertragung des Wechselbasses der Ragtime-Pianisten auf die Gitarre durch Musiker wie Blind Blake und Reverend Gary Davis in den 1920er Jahren angesehen. Die Rolle der linken Hand des Pianisten übernimmt auf der Gitarre der Daumen der Anschlaghand.
Die Wiederentdeckung von Musikern wie Mississippi John Hurt, sowie der Folk-Boom der 1960er Jahre führten zu einer Neubelebung, und die Spieltechnik verbreitete sich bei fast allen Musikern der Folk-Bewegung. Stilbildend und einflussreich waren in den USA ab Mitte der 1950er Jahre Chet Atkins, sowie der 2001 verstorbene John Fahey. Sie übertrugen früh die Fingerstyle-Spieltechnik der Country Blues- und Ragtime-Gitarre auf andere Musikstile. Der von Fahey geförderte und wesentlich erfolgreichere Leo Kottke, der Fingerstyle in den 1970er Jahren prägte, war damals ein Referenzpunkt in Sachen Virtuosität. Eine ähnlich prägende Rolle spielten in den 1960er Jahren Davey Graham, John Renbourn und Bert Jansch in Großbritannien. Ein bedeutender „Fingerstylist“ der 1980er Jahre war aufgrund seiner innovativen Spieltechnik der US-Amerikaner Michael Hedges. Er nahm Einfluss auf die Spielweise vieler jüngerer „Fingerstylisten“, wie beispielsweise Andy McKee oder Thomas Leeb. Als einer der weltbesten Vertreter des Genres gilt seit vielen Jahren der zweifach für einen Grammy nominierte australische Gitarrist Tommy Emmanuel.

### Entwicklung in Deutschland
Viele Gitarristen in Deutschland haben das Fingerpicking durch die Gitarrenschulen von Peter Bursch kennengelernt. Einflussreiche Gitarristen waren in den 1970er und 1980er Jahren neben anderen Werner Lämmerhirt und Peter Finger sowie in der DDR Steffen Basho-Junghans. Klaus Weilands Titel „Das Loch in der Banane“, der vom NDR in den 1980er Jahren als Pausenmusik eingesetzt wurde, ist vermutlich das bekannteste Fingerstyle-Stück in Deutschland.
Die seit Mitte der 1990er Jahre erscheinende Zeitschrift Akustik Gitarre beschäftigt sich mit Interpreten und Spieltechniken des Fingerstyle und hat damit zur Belebung der inzwischen wieder sehr vielfältigen Szene beigetragen.